# 2023年日本賽馬
2023年日本賽馬（日語：2023年の日本競馬），是2023年（令和5年）日本賽馬界發生的重大事件及各項賽事的記錄。

## 重大事件概要

### 中央競馬

#### 京都競馬場重新開幕
歷經近2年半的裝修工程後，京都競馬場於4月10日完成竣工儀式及內部展覽會，4月22日舉行開幕儀式。

#### 《競馬法》100週年紀念項目
為紀念於1923年頒佈的《競馬法》踏入第100週年，日本中央競馬會將於年間舉辦《競馬法》100週年紀念項目，除舉行紀念賽事之外，亦會於各大競馬場設置特別展覽，更會進行開設特設網站、發行紀念郵票及彩票等活動。

#### 日本中央競馬會馬房員工春鬥罷工
日本中央競馬會轄下馬伕及訓練助手加盟的四大工會關東勞、關西勞、全馬勞及美駒勞於3月17日在東京都內和日本練馬師會進行談判，取全馬勞外其他三個工會表示談判破裂，將會按照計劃罷工。而日本練馬師會則表示為確保賽事的順利舉行，將會安排練馬師、非參與罷工者及部分兼職員工前往相關崗位暫時頂替。
據瞭解，本次春鬥爆發的原因在於工會呼籲廢除2011年修訂的薪金制度，並於3月10日經已去信日本練馬師會及日本中央競馬會宣告罷工的事宜。
對此日本中央競馬會宣佈，鑑於部分員工參與春鬥的影響，3月18日於中山、阪神及中京競馬場的晚間早盤投注將會取消。
其後於4月21日，參與行動的三個工會和日本中央競馬會及日本練馬師會達成妥協，雖然新舊薪金制度改革的事宜被推遲，但作為彌補所有於2011年4月後入職訓練中心的員工將會統一加薪10000日圓。
而就此事件，內閣總理大臣岸田文雄於3月24日的參議院預算委員會接受立憲民主黨參議員小沼巧的質詢時提到，賽馬作為國民娛樂的一部份，負責背後工作的員工之福祉非常重要，因而需要審視及穩定馬房員工的勞動條件，同時亦承諾會督促日本中央競馬會的管理機構農林水產省作出整備。

#### 騎師不當使用電話
5月3日，日本中央競馬會宣佈騎師永島真奈美、古川奈穗、今村聖奈、角田大河、河原田菜菜及小林美駒被判處30日的停賽。
報導指出，6人所犯的規則為於騎師休息室奈使用電話和外界有所連繫。消息指，於4月23日福島競馬場舉行賽事當日，河原田、小林、永島及古川奈4人攜帶電話進入休息室內並瀏覽社交媒體。而今村則於同日在京都競馬場內的休息室使用電話瀏覽互聯網，並和角田有電話交流，對此事件角田表示承認。事件發生後，日本中央競馬會認為6人違反《競馬施行規程》第10章第147條第10項，因而判處6人以上的懲罰。
6月26日日本中央競馬會舉行例行記者會，表示6名犯規的騎師經已於早前被傳召到日本中央競馬會總部進行再教育，同時亦調查其他所有騎師是否存在此等行為。日本中央競馬會更表示，為防止此類事件再度發生，未來將會更嚴格審查騎師是否攜帶電話進入休息室，同時亦宣佈禁止外國騎師的翻譯員攜帶智能電話，並會提供特殊的平板電報而協助翻譯及幫助騎師觀看以往的賽事片段。
而日本騎師會會長武豐則表示，自身經已向所有騎師發出嚴格的指令，要求他們遵守賽事規定。

#### 引入新技術
日本中央競馬會宣佈由4月9日的櫻花賞開始，所有一級賽舉行期間將會選取一些人氣馬的騎師，為其佩戴騎師鏡頭以用第一視覺記錄賽事的經過，同時亦會於官方YouTube上公開。
事實上，此技術於2018年經已被在英國有過相似體驗的騎師川田將雅提出，但考慮到公平性等問題後被擱置。而於2022年此提案重新被提出，日本中央競馬會經過測試後確認計劃可行，因而於本年度證實引入此技術。
而由4月23日開始，四大競馬場（東京、中山、京都、阪神）的第11場賽事將會使用GPS系統，實時列出各賽駒的位置。而GPS圖象除了於競馬場內的屏幕顯示外，亦會於各大電視台的直播畫面中顯示。

#### 分級賽主要變更
紫苑錦標升格為二級賽。此前大部份因為京都競馬場裝修而受到影響移師至其他競馬場的賽事回歸原本的競馬場舉行。

## 時間表

### 1月-3月
- 1月2日 - 「Keu」勝出百人一首賞，以593公斤體重打破優勝馬雌馬最重記錄。
- 1月4日 - 2020年函館兩歲錦標冠軍「Ringoame」及五勝分級賽的「全音階」退役。
- 1月7日 - 兩勝二級賽的「鵠志王」退役。
- 1月11日 - 騎師吉村智洋於園田競馬場取得7場頭馬，打破兵庫記錄。同日，2019年京阪盃冠軍「好合時」退役。
- 1月12日 - 2021年女皇伊利沙伯二世盃冠軍「紅線情牽」退役。
- 1月13日 - 2021年絲路錦標冠軍「喜雅王」轉籍地方。
- 1月14日 - 兩勝二級賽的「勝治」退役。
- 1月18日 - 2020年葉森盃冠軍「大和卡尼」、2020年百花盃冠軍「傾城猛火」及兩勝分級賽的「麗雅美」退役。
- 1月19日- 2021年如月賞冠軍「Danon Chaser」退役。
- 1月25日 - 大井競馬場第9場賽事中，第十三人氣的賽駒跑獲冠軍，「獨贏」的391.9倍打破大井記錄。
- 1月26日 - 兩勝三級賽的「赤雅駿」退役。
- 1月27日 - 2021年人魚錦標冠軍「勁草滿山」退役。
- 2月1日 - 「盈寶奇嶽」勝出川崎紀念，為繼2002年「攝政王」後再一匹勝出此賽事的美浦訓練中心所屬賽駒。
- 2月2日 - 2020年獵鷹錦標冠軍「紅暉熠熠」退役。
- 2月3日 - 兩勝三級賽的「芳華十八」及2020年彌生賞大震撼紀念冠軍「里見旗幟」退役。
- 2月4日 - 帶廣競馬場「七寶」一注獨中，2217萬2920日圓的派彩打破記錄[1]。
- 2月7日 - 日本中央競馬會宣佈騎師複試結果，共有6名騎師合格，均為競馬學校畢業生。相關牌照將於3月1日生效。
- 2月9日 - 上年度武藏野錦標冠軍「鍍金鏡」退役。
- 2月12日 - 「勝局在望」勝出京都紀念，為繼1948年「Matsumidori 」再一匹勝出此賽事的東京優駿（日本打吡）冠軍。
- 2月15日 - 2020年東海錦標冠軍「天價之味」退役，其後轉籍地方。
- 2月16日 - 三勝一級賽的「樂透心」退役。
- 2月18日 - 阪神競馬場第8場賽事中，第十六人氣的賽駒跑跑獲第三，「位置」的27.8倍賠率打破阪神記錄。
- 2月19日 - 日本競馬會宣佈，第40屆亞洲競馬會議將會於8月27至9月1日於北海道札幌市舉行。
- 2月22日 - 騎師嬉勝則出戰土佐褐毛和牛特別，達成第20000場地方出賽。同日，2021年目黑紀念冠軍「滿謝意」退役。
- 2月24日 - 兩勝分級賽的「Auvergne」轉籍地方，上年度阪神牝馬錦標冠軍「名將金歡」及上年度柏市紀念冠軍「湘南撫子」退役。
- 2月25日 - 隸屬姬路競馬場的騎師青海大樹轉籍佐賀競馬場。同日，沙特盃賽馬日於沙特阿拉伯安都拉茲馬場舉行，出戰1351草地短途錦標的「猛獅闊步」、「拉丁城市」、「禮讚歌詠」及「前人足跡」分別取得冠軍、第五、第九及第十、出戰紅海草地錦標的「銀音速」及「真身」分別取得冠軍及第七、出戰沙特打吡的「取勝秘技」、「延續魅力」、「日入而始」及「勇戰之神」分別取得取得季軍、第五、第九及第十二、出戰維雅德泥地短途錦標的「燦然一新」、「俊男孩」、「舞林驕子」及「龍野雪驥」分別取得季軍、殿軍、第五及第六、出戰沙特盃的「本初之海」、「法老茶座」、「地標圖形」、「冠威」、「電閃驚雷」及「陳年美酒」分別取得冠軍、季軍、殿軍、第五、第七及第十一。
- 2月26日 - 「Feather Motif」勝出中山競馬場第2場賽事，「真心呼喚」子嗣達成第1436場頭馬，為種馬中第八高。同日，「野田小子」於中山紀念開閘前於閘內站立，賽後被判停賽並需接受出閘測試，導致其無法出戰杜拜草地大賽。
- 2月28日 - 騎師福永祐一掛靴，將成為練馬師，5名練馬師大江原哲、五十嵐忠男、池添兼雄、橋田滿及南井克巳退休。
- 3月3日 - 2021年優駿牝馬（日本橡樹大賽）冠軍「安身立命」退役。
- 3月6日 - 特別區競馬組合宣佈，所屬賽駒「Mandarin Hero」將遠征美國出戰聖雅尼塔馬場的聖雅尼塔打吡，為首匹遠征美國的地方所屬賽駒[2]。
- 3月7日 - 大井競馬場第8場賽開閘前，其中1匹賽駒於閘內暴走且腳部被卡於閘門空隙，賽會因段時間內未能將處理賽駒而取消賽事。
- 3月9日 - 2017年新山紀念冠軍「俠平」及2019年阪神兩歲牝馬錦標冠軍「拉丁城市」退役。
- 3月11日 - 騎師內田博幸出戰中山競馬場第1場賽事，達成第13000場出賽，亦為第24位達成此數字的騎師[3]。同日，騎師丹內祐次出戰中山競馬場第7場賽事，達成第10000場出賽，亦為第49位達成此數字的騎師。
- 3月12日 - 「萊伯城鎮」勝出東風錦標，「大震撼」子嗣達町第2700場頭馬，亦為第2匹達成此成就的種馬，更為最快的達成者[4]。
- 3月15日 - 名古屋競馬場第7場賽事中，2匹賽駒於裝鞍時調亂馬布，被沙圈解説員發現後隨即更換並順利出賽。
- 3月17日 - 地方競馬全國協會公佈第3輪練馬師及騎師考試結果，共有11名騎師、1名副練馬師及1名練馬師合格，合格的練馬師為騎師真島大輔。相關牌照將於4月1日生效。同日，練馬師牛房榮吉將於3月31日退休。
- 3月18日 - 騎師三浦皇成出戰中山競馬場第12場賽事，達成第11000場出賽，亦為第43位達成此數字的騎師[5]。
- 3月19日 - 騎師藤岡康太出戰中京競馬場第1場賽事，達成第10000場出賽，亦為第50位達成此數字的騎師。
- 3月23日 - 騎師柏木健宏將於3月31日掛鞭，練馬師三坂盛雄及柏木一夫將於3月31日退役。
- 3月24日 - 2021年長途馬錦標冠軍「神聖之力」退役。
- 3月25日 - 杜拜世界盃賽馬日於阿聯酋美丹馬場舉行，出戰高多芬一哩賽的「猛獅闊步」、「紅瑪瑙」及「禮讚歌詠」分別取得殿軍、第六及第十一、出戰阿聯酋打吡的「取勝秘技」、「盡得真傳」、「延續魅力」、「法境小鎮」及「日升頂峰」分別取得冠軍、亞軍、季軍、殿軍及第十二、出戰杜拜金莎軒錦標的「燦然一新」、「熱望」、「清爽口味」及「俊男孩」分別取得第五、第六、第十及第十二、出戰杜拜草地大賽的「野田猛鯨」、「秀逸小島」及「陳年美酒」分別取得亞軍、第五及第十四、出戰杜拜經典賽的「春秋分」、「大帝」及「瑪蓮必勝」分別取得冠軍、第五及第六、出戰杜拜世界盃的「盈寶奇嶽」、「宏觀角度」、「冠威」、「本初之海」、「地標圖形」、「法老茶座」、「飄揚青帆」及「電閃驚雷」分別取得冠軍、殿軍、第五、第十、第十一、第十二、第十三及十五。
- 3月26日 - 練馬師坂井孝義退役。同日，於佐賀競馬場以現場評述員身份服務近33年的中島英峰退休。
- 3月28日 - 特別駒競馬組合表示，原定出戰明日第3場賽事的1匹賽駒體內被檢出管制藥物地塞米松，為保障賽駒安全，其被排除於比賽名單外。
- 3月29日 - 練馬師平澤芳三將於3月31日退役。
- 3月31日 - 隸屬門別競馬場的騎師馬淵繁治轉籍笠松競馬場。同日，練馬師藤村和生退役。

### 4月-6月
- 4月1日 - 騎師松岡正海出戰中山競馬場第1場賽事，達成第12000場出賽，成為第33位達成此數字的騎師。
- 4月2日 - 騎師武豐策騎「金積驥」勝出大阪盃，以54歲19日之齡打破中央一級賽優勝騎師最年長記錄。同日，2020年日本泥地打吡冠軍「Danon Pharaoh」轉籍地方。
- 4月8日 - 騎師武豐策騎「Sea Wizard」出戰新西蘭盃，達成第24000場出賽，亦為首位達成此數字的騎師。
- 4月9日 - 騎師金子光希出戰福島競馬場第4場賽事，達成第1000場跳欄賽事出賽，亦為第18位達成此數字的騎師[6]。
- 4月13日 - 2020年佐賀紀念冠軍「Namura Kametaro」轉籍地方。
- 4月15日 - 「巧奪芳心」勝出中山跳欄大賽，成為首匹勝出中央一級賽的九州產馬。同日，2020年富士錦標冠軍「陳年美酒」退役。
- 4月16日 - 「初日高升」勝出皋月賞，出道3戰就贏得此賽事打破的速度打破記錄。
- 4月18日 - 大井競馬場第6場賽事首次出閘被視作無效，所有賽駒需要返回起點重新出閘。
- 4月19日 - 園田競馬場第5場賽中，1匹賽駒被裝上錯誤的馬布，於沙圈被發現後隨即更換並順利出賽。
- 4月22日 - 日本時間下午4時左右，練馬師和田雄二被發現於美浦競馬中心內跌倒昏迷，緊急送往醫院後被檢查出腦梗，隨後和田於黃昏時回復意識。
- 4月24日 - 埼玉縣浦和競馬組合因應騎師寺島憂人於2021年10月31日於埼玉縣埼玉市內酒駕被罰款後未有向組合即時報告一事，判處其停賽15日[7]。
- 4月30日 - 「緣厚情摯」於春季天皇賞跑獲第二，以6億4591萬3800日圓獎金成為非一級賽優勝馬中最高。同日，騎師横山典弘出戰東大路錦標，達成第21000場出賽，亦為第5位達成此數字的騎師。
- 5月5日 - 金澤競馬場因石川縣內發生餘震而取消場外投注所的業務。
- 5月7日 - NHK一哩賽出現爆冷，「括號連贏」的96.9倍賠率打破賽事記錄。
- 5月9日 - 原定出戰麴町賞的3匹賽駒因運馬車故障而未能準時到達大井競馬場，被賽會排除於出賽名單外。
- 5月10日 - 門別競馬場第2場賽事出現爆冷，「三重彩」無人押中，投注者可獲得70日圓的返還退款[8]。
- 5月11日 - 練馬師矢作芳人表示，其馬房所屬騎師古川奈穗將會於大井競馬場進行3星期的訓練及策騎，而隸屬大井競馬場松浦裕之馬房的騎師吉井章將於栗東訓練中心進行2星的訓練及策騎，為中央及地方交流的其中一項措施[9]。同日，馬主Silk Racing Co. Ltd.表示，2020年NHK一哩賽冠軍、由其擁有的「禮讚歌詠」將以京王盃春季盃作為日本的最後一戰，其後轉籍澳洲[10]。另外，大井競馬場因無法短時間內收容閘前退出的賽駒而取消處女座特別[11]。此外，本屆三月錦標冠軍「Hayabusa Nandekun」退役。
- 5月13日 - 京都競馬場第5場賽事中，第十一人氣的賽駒跑獲第二，「獨贏」180.2倍的賠率打破中央記錄[12]。同日，騎師幸英明出戰京都競馬場第12場賽事，達成第23000場出賽，亦為第2位達成此數字的騎師，更為最快及最年輕的達成者[13]。
- 5月17日 - 騎師竹之下智昭掛鞭，將成為訓練助手。
- 5月23日 - 2021年京都跳欄賽冠軍「Mani」轉籍地方。
- 5月25日 - 上年度日本冠軍盃冠軍「電閃驚雷」之馬主河合純二涉嫌違反《出資法》被警視廳生活經濟課逮捕，日本中央競馬會表示若然河合被判處監禁，將會根據《競馬施行規程》第2章第10條取消其馬主資格[14]。
- 5月26日 - 本屆福島牝馬錦標冠軍「如星繁花」退役。
- 5月27日 - 京都競馬場第2場賽事中，優勝馬衝線時旁邊賽駒的騎師突然墮馬，導致計時器受到影響將完賽時間計算為1分13.3秒，後經過討論賽會確認實際時間為1分13.1秒[15]。
- 6月1日 - 特別區競馬組合表示，騎師藤田凌分別於2月及3月時曾於騎師休息室內使用電話與外界有所接觸，因而判處其停賽10個賽馬日。同日，六勝分級賽的「Success Energy」退役。
- 6月2日 - 園田競馬場因大雨導致的跑道狀態惡化而取消賽事。同日，浦和競馬場以同樣原因取消第4場及之後的賽事。另外，名古屋競馬場亦以同樣原因取消第5場及之後的賽事[16]。
- 6月3日 - 原定需要出戰汗血馬錦標的騎師龜田温心因交通原因未能準時到達東京競馬場，座騎易配北村宏司。據瞭解龜田原定選擇乘坐東海道新幹線前往競馬場，但新幹線因大雨停駛下改為選擇乘搭由關西國際機場起飛的國內機，然而其卻錯誤前往大阪國際機場導致錯失航班，時候日本中央競馬會因疏忽行事罰款3萬日圓。同日，「多產巨匠」勝出葉森打吡，「大震撼」全部13個世代子嗣均取得經典賽勝利[17]。
- 6月4日 - 2020年福島紀念冠軍「Bio Spark」退役。
- 6月5日 - 警視廳新宿警察署表示，一名馬主向東京地方檢察廳遞交起訴書，以涉嫌欺詐控告1名63歲商人，據瞭解該名商人向馬主兜售賽駒時曾虛報價格。
- 6月6日 - 「杏目」入選殿堂馬。
- 6月8日 - 三勝分級賽的「俊男孩」轉籍地方，本屆高松宮紀念冠軍「初勁」退役。
- 6月9日 - 日本中央競馬會表示，騎師吉田隼人因於6月4日在阪神競馬場騎師休息室破壞洗手枱、電視遙控器及垃圾桶，因而判罰其停賽2個賽馬日[18]。
- 6月11日 - 騎師橫山武史及橫山和生分別策騎「美肌後」及「俊彥茶座」勝出函館短途錦標及葉森盃，成為第2對於同日取得分級賽頭馬的兄弟。
- 6月12日 - 日本時間晚上8時30分左右，金澤競馬場內的馬伕宿舍發生火災，消防員於撲滅火災後於2樓發現1具身份不明的屍體。
- 6月14日 - 日本中央競馬會宣佈來日客串的騎師連達文因累積制裁點數過多，需要於來年6月13日後方可再次申請客串牌照，且時間被縮短至2個月。同日，兩勝二級賽的「羅浮宮」轉籍地方，上年度榆樹錦標冠軍「Full Depth Leader」退役。
- 6月18日 - 函館競馬場第8場賽事出現爆冷，「單T」的9643.7倍及「三重彩」的61962.2倍賠率均打破函館記錄。同日，騎師岩田康誠信出戰檜山特別，達成第15000場出賽，亦為第17位達成此數字的騎師。
- 6月24日 - 2021年名古屋大獎賽冠軍「Vertex」轉籍地方。
- 6月28日 - 「名將飛燕」勝出帝王賞，成為首匹連霸此賽事的賽駒[19]。

### 7月-9月
- 7月2日 - 騎師大澤誠志郎出戰高知競馬第2場賽事，達成第6000場地方競馬出賽。同日，2021年如月賞冠軍「適度」退役。
- 7月8日 - 佐賀競馬場因惡劣天氣取消第4及5場賽事。
- 7月9日 - 福島競馬場第4場賽事出現爆冷，「括號連贏」的1491.1倍賠率打破中央記錄[20]。同日，「快勁主帥」勝出子犬座錦標，以594公斤體重打破中央分級賽優勝馬記錄。
- 7月11日 - 精選拍賣會於北海道苫小牧市北方馬匹公園舉行，總成交額為281億4500萬日圓，打破記錄。同日，2021年關東橡樹大賽冠軍「Well Done」退役。
- 7月12日 - 「Mick Fire」勝出日本泥地打吡，成為2001年以來再一匹南關東三冠。同日，2021年七夕賞冠軍「雙星相伴」退役。
- 7月13日 - 「中山慶典」由配種馬退役[21]。
- 7月14日 - 地方競馬全國協會公佈練馬師及騎師複試結果，無騎師、共有2名副練馬師及1名練馬師合格，練馬師合格者為騎師倉兼育康。相關牌照將會於8月1日生效。
- 7月15日 - 上年度夏季短途錦標冠軍「Believer」退役。
- 7月16日 - 騎師草野太郎出戰中京競馬場第1場賽事，達成第1000場跳欄賽出賽，亦為第19位達成此數字的騎師。
- 7月19日 - 「世界王牌」由配種馬退役[22]。同日，2021年獵鷹錦標冠軍「靈感莊園」退役。
- 7月20日 - 騎師橫山和生將作為世界隊的隊員出戰8月6日於英國雅士谷馬場舉行的識價盃。
- 7月22日 - 2019年彌生賞冠軍「名將天元」及2021年武藏野錦標冠軍「獨奏驚雷」退役。
- 7月23日 - 札幌競馬場第3場賽事中，第十六人氣的賽駒跑獲第二，「位置」的110.9倍及「位置Q」的758.3倍賠率打破札幌記錄。
- 7月28日 - 練馬師大石省三及山口益巳退役。
- 8月2日 - 2020年日經新春盃冠軍「魔族紳士」退役。
- 8月6日 - 騎師川田將雅勝出驀進特別，達成第1919場頭馬，為騎師第九高。
- 8月10日 - 騎師川原正一策騎「Mami Emi Momotaro」勝出兵庫青年盃，以64歲4個月27日打破地方分級賽優勝騎師最年長記錄[23]。
- 8月11日 - 2021年中日新聞盃冠軍「湘南山城」轉籍地方。
- 8月13日 - 騎師北村友一出戰札幌競馬場第6場賽事，達成第10000場出賽，亦為第51位達成此數字的騎師。同日，「但丁勝境」勝出博多錦標，「夏威夷王」子嗣達成第2200場頭馬，亦為第3位達成此數字的種馬。
- 8月14日 - 岐阜縣競馬組合因強颱風蘭恩吹襲取消笠松競馬場明日的賽事，亦暫停旗下場外投注所的業務。同日，兵庫縣競馬組合以同樣暫停取消旗下場外投注所的業務。
- 8月17日 - 2021年新潟大賞典冠軍「山嶺寶穴」退役。
- 8月18日 - 優駿Stallion Station宣佈，將引入外國種馬「Honor Code」。
- 8月19日 - 騎師五十嵐雄祐勝出新潟競馬場第1場賽事，達成第160場跳欄賽頭馬，為騎師第七高。同日，原定出戰新潟競馬競馬場第3場賽事的「Emblem Bomb」未有到場，到場的為廄侶「Ecoro Neo」，因而被排除於出賽名單外，而經過調查日本中央競馬會確定2匹賽駒是於8月5日的訓練後被調亂身份且馬房員工一直未有發現，因而以疏忽管理對2匹賽駒的練馬師森秀行處以50萬日圓罰款。
- 8月20日 - 札幌競馬場第7場賽事出現爆冷，「連贏」的2860.1倍、「二重彩」的6032.7倍及「三重彩」的177300.0倍賠率均打破記錄。
- 8月23日 - 名古屋競馬場第5場賽事其中1匹賽駒被排除於出賽名單外，原因為該賽駒經已退役但練馬師瀨戶口悟仍然為其報名出賽，事後愛知縣競馬組合判處其停薪2日，然而於調查過後組合發現瀨戶口的口供存在虛假聲名，因而追加判處其停薪8日[24]。
- 8月26日 - 四勝分級賽的「威信英明」退役。
- 8月28日 - 「Final Wonder」勝出水澤見馬場第4場賽事，「草上飛」全部19個世代子嗣均取得地方頭馬[25]。
- 8月31日 - 騎師川原正一策騎「Mami Emi Momotaro」勝出兵庫若駒，以64歲5個月17日刷新有由自身保持的地方分級賽優勝騎師最年長記錄。同日，2021年堅蘭盃冠軍「念念」退役。
- 9月1日 - 練馬師淺野洋一郎將於9月20日退役[26]。同日，神奈川競馬組合舉行臨時會議，討論是否將位於神奈川縣川崎市幸區的小向馬房及練習馬場搬遷到千葉縣富津市，同時亦討論是否將川崎競馬場遷往川崎市海濱地區。據瞭解有此2項提案的原因為小向馬房及練習馬場位於多摩川沿岸，於2019年10月受到強烈颱風哈吉貝吹襲後到水災的影響頗大，而川崎競馬場則因跑道對賽駒及騎師的負擔交大而被呼籲重建甚至搬遷。
- 9月2日 - 2019年夏季短途錦標冠軍「Lion Boss」退役。
- 9月8日 - 日本中央競馬會宣佈副主席吉田正義將會接替退休的後藤正幸成為主席。同日，大井競馬場因熱帶風暴鴛鴦吹襲取消賽事。同日，2019年京都新聞盃冠軍「怡樂赤駿」退役。
- 9月9日 - 2021年花仙錦標冠軍「Cool cat」退役。
- 9月10日 - 韓國國際賽事於南韓首爾馬場舉行，出戰韓國短途錦標的「燦然一新」及「猛獅闊步」分別取得冠軍及季軍，出戰韓國盃的「冠威」及「緋紅玫瑰」分別取得冠軍及亞軍。
- 9月9日 - 騎師横山典弘策騎「呼風女神」勝出紫苑錦標，而55歲6個月之齡打破中央分級賽優勝騎師最年長記錄[27]。
- 9月12日 - 「梵高藝展」由配種馬退役。
- 9月13日 - 上年度日本冠軍盃冠軍「電閃驚雷」退役。
- 9月20日 - 2021年夢幻錦標冠軍「水蝶舞」退役。
- 9月25日 - 船橋競馬場因未能短時間內處理將腳部卡於閘門內的賽駒而取消第2及3場賽事。

### 10月-12月
- 10月1日 - 「小艇」勝出港灣人工島錦標，「大震撼」子嗣達成2749場頭馬，追平「週日寧靜」和其並列種馬第一[28]。同日，「大海女神」勝出短途馬錦標，「大洋船」子嗣連續19年取得分級賽頭馬，追平「巴索隆」的記錄和其並列種馬第一[29]。另外，「Meiner Prompt」勝出阪神競馬場第12場賽事，打破中央平地賽事優勝馬最高齡記錄。此外，騎師赤岡修次出戰高知競馬場第7場賽事，達成第20000場地方賽事出賽。
- 10月4日 - 名古屋競馬場第5場賽事出現爆冷，「三重彩」的130645.0倍賠率打破名古屋記錄[30]。同日，2021年小倉兩歲紀念冠軍「Mozu Nagareboshi」轉籍地方。
- 10月5日 - 2020年日本電視盃冠軍「Lord Bless」轉籍地方，三勝一級賽的「純淨之輝」及2020年新西蘭盃冠軍「Luftstrom」退役。
- 10月6日 - 日本輕種馬協會宣佈引入外國種馬「Sharp Azteca」[31]。
- 10月7日 - 上年度高松宮紀念冠軍「日照飛駿」退役。
- 10月8日 - 「Rock You」勝出京都競馬場第4場賽事，「大震撼」子嗣達成第2750場頭馬，為種馬第一高。同日，騎師川田將雅策騎「Dugat」出戰每日王冠，達成第12000場出賽，亦為第34位達成此數字的騎師。
- 10月9日 - 神奈川縣競馬組合表示，騎師小林捺花因為做磅失敗，被判罰停賽8個賽馬日[32]。
- 10月10日 - 「銀幕英雄」由配種馬退役。
- 10月12日 - 地方競馬全國協會向騎師的場文男贈送感謝狀，表彰其於50年間對地方競馬作出的貢獻[33]。同日，2021年阪神兩歲牝馬錦標冠軍「Circle of Life」及2020年三冠馬后「謀勇兼備」退役。
- 10月15日 - 騎師川田將雅策騎「自由島」勝出秋華賞，賽駒成為第7匹三冠雌馬，川田則制霸所有3歲一級賽，亦為第4位達成此成就的騎師。
- 10月20日 - 2021年京都兩歲錦標冠軍「駿天石」退役。
- 10月21日 - 騎師田邊裕信出戰東京競馬場第5場賽事，達成第13000場出賽，亦為第25位達成此數字的騎師。
- 10月22日 - 「堅韌力」勝出菊花賞，為繼1990年「目白麥昆」以來再一匹勝出此賽事的班賽馬。
- 10月23日 - 騎師渡邊龍也勝出Kimiiro Project吉永愛海生誕紀念，達成年間第165場頭馬，刷新由自身保持的笠松年間最多頭馬記錄。
- 10月25日 - 騎師後藤蒼二朗掛鞭[34]。同日，千葉縣競馬組合表示，騎師櫻井光輔因於競馬場業務範圍內攜帶及使用電話，判處其停賽10個賽馬日。同日，上年度愛知盃冠軍「赤百合」退役及2020年新潟紀念冠軍「極好事」退役。
- 10月26日 - 騎師山田敬士掛鞭。
- 10月27日 - 2021年百花盃冠軍「Ho O Ixelles」退役。
- 10月30日 - 騎師熊澤重文掛鞭，退役儀式將於11月11日在京都競馬場舉行，
- 11月4日 - 金鷹錦標於澳洲玫瑰崗馬場舉行，出戰的「大宴重酬」取得冠軍。
- 11月5日 - 「Seraphic Call」勝出京都錦標，成為6匹以無敗姿態勝出古馬分級賽的賽駒。
- 11月7日 - 騎師落合玄太勝出門別競馬場第3場賽事，達成年間第147場頭馬，打破北海道年間最多頭馬記錄。
- 11月8日 - 上年度日本育馬場盃短途賽冠軍「舞林驕子」退役。
- 11月8日 - 愛知縣警以涉嫌受賄逮捕愛知縣競馬組合總務廣播部前課長，據報其曾收取1間營運公司約341萬日圓。
- 11月9日 - 道營紀念出現連環墮馬事故，於先頭位置行走的1匹賽駒因出現問題導致鞍上騎師落馬，附近其他5匹賽駒亦被捲入其中，騎師吉原寛人、小野楓馬、桑村真明及山本聰哉被送往醫院治理，經檢查過後吉原被判定為腰椎骨折，其他3位騎師則受輕傷。同日，練馬師安田武廣將於北海道競馬賽季結束久退役。
- 11月11日 - 日本時間下午1時左右，包含三菱UFJ銀行及郵貯銀行在內的一部份銀行的系統出現故障，導致日本中央競馬會的「即PAT」及地方競馬的「SPAT4」和「Odds Park」系統無法存款及提款，連帶造成本日舉行之武藏野錦標投注額比往年之數字大幅下降76.4%，至於系統故障則於日本時間晚上9時30分左右被修復。
- 11月12日 - 高知競馬場第1場賽事出現爆冷，「三重彩」無人押中，投注者可獲得70日圓的返還退款[35]。同日，「寛道路」勝出女皇伊利沙伯二世盃，出道5戰就贏得此賽事的速度打破記錄。
- 11月17日 - 地方競馬全國協會公佈第2輪練馬師及騎師考試的結果，無騎師合格及共3名練馬師合格，合格的練馬師為騎師木村曉、田中力及藤田弘治。相關牌照將於12月1日生效。同日，2021年女皇盃冠軍「深山櫻」退役。
- 11月19日 - K1盃熊之森社長誕生日慶祝紀念中，競馬場內所有照明系統突然熄滅，導致3匹賽駒出現墮馬事故，騎師葛山晃平及松戶政也送院治理，其中1匹賽駒則被處以安樂死。金澤競馬組合隨即宣佈比賽不成立，調查過後指出事故原因為自動熄燈時間設置錯誤（詳情請參閲金澤競馬場#照明系統突然熄滅事件）。
- 11月21日 - 騎師田村直也掛鞭。
- 11月23日 - 本年度小倉夏季跳欄錦標冠軍「T O Socrates」退役。
- 11月24日 - 五勝分級賽的「T M South Dan」轉籍地方，三勝分級賽的「法老茶座」退役。
- 11月25日 - 本屆海洋盃冠軍「Per Aa」退役。
- 11月22日 - 「大和主將」由配種馬退役。
- 11月26日 - 練馬師山下定文退役。
- 11月30日 - 練馬師堂山芳則退役。同日，2021年NHK一哩賽冠軍「速度大師」退役。
- 12月1日 - 三勝一級賽的「前人足跡」退役。
- 12月2日 - 兩勝分級賽的「文藝影院」退役。
- 12月3日 - 日本冠軍盃中，第一人氣的「清爽口味」取得冠軍，但第十二人氣的「盈寶威神」及第九人氣的「盡得真傳」分別取得第二及第三，「三重彩」賠率達到19028.2倍，為2006年短途馬錦標後再一次有中央一級級冠軍為第一人氣賽駒但「三重彩」賠率超越100倍的事件發生。同日，騎師和田龍二出戰阪神競馬場第12場賽事，達成第21000場出賽，亦為第6位達成此數字的騎師。
- 12月5日 - 大井競馬場因電力系統出現故障而取消賽事[36]。
- 12月6日 - 上年度日本盃冠軍「飄揚青帆」退役。
- 12月7日 - 日本中央競馬會公佈練馬師複試結果，共有9名練馬師合格，包含騎師秋山真一郎和田中勝春及首位女性合格者前川恭子。相關牌照將於1月1日生效，但秋山則申請押後至3月1日生效。
- 12月8日 - 三勝一級賽的「宏觀角度」、上年度人魚錦標冠軍「強大必勝」及上年度府中牝馬錦標冠軍「大奇蹟」退役。
- 12月9日 - 大井競馬場因電力系統未完全修復而進行「閉門作賽」[36]。
- 12月13日 - 2021年雌馬賽冠軍「粉紅巨鑽」退役。
- 12月14日 - Darley Japan牧場宣佈引入外國種馬「奇謀宮」及「優仕達」。同日，2020年如月錦標冠軍「崇尚禮儀」及兩勝三級賽的「All at Once」退役。
- 12月15日 - 三勝三級賽的「龍野雪驥」轉籍地方，2020年長途馬錦標冠軍「壯偉萬島」退役。
- 12月16日 - 騎師津村明秀策騎「再獻詩詞」出戰綠松石錦標，達成第11000場出賽，亦為第44位達成此數字的騎師。同日，六勝一級賽的「春秋分」退役。
- 12月17日 - 以加拿大為據點的日裔騎師木村和士以161場頭馬成為加拿大冠軍騎師，連續3年達成此成就。同日，兩勝三級賽的「皇室徽號」退役。
- 12月18日 - 水澤競馬場因大雪取消賽事[37]。同日，騎師松田大作掛鞭。
- 12月20日 - 騎師平澤健治將於12月31日掛鞭，將會成為訓練助手。同日，上年度女皇伊利沙伯二世盃冠軍「吉典娜」退役。
- 12月22日 - 騎師柴山雄一將於12月31日掛鞭，將會成為訓練助手[38]。同日，2020年希望錦標冠軍「野田小子」退役。
- 12月23日 - 金澤競馬場因大雪取消賽事。日本中央競馬會表示，因騎師小林美駒及其所屬練馬師鈴木伸尋未有即時報告小林患上流感一事，對2人作出警告。2021年京都跳欄錦標冠軍「守衛犬」退役
- 12月27日 - 「Hakusan Amazones」金澤馬迷選擇盃，達成第21場平地分級賽頭馬，打破日本國內記錄[39]。同日，2020年朝日盃未來錦標冠軍「攻必勝」、2021年短途馬錦標冠軍「妙發靈機」、上年度香港瓶冠軍「瑪蓮必勝」及本屆中山牝馬錦標冠軍「遊遍汪洋」退役。
- 12月28日 - 神奈川縣競馬組合表示，騎師櫻井光輔於年間多次在業務範圍內攜帶及使用電話，同時於聆訊中發表虛假聲明，因而判罰其停賽30個賽馬日。

## 各賽事結果

### 中央競馬・平地一級賽
| 賽事名                         | 賽事名                         | 賽事名                         | 優勝馬   | 性齡 | 騎師                     | 練馬師                   | 所屬    |
| 月日                           | 馬場                           | 距離                           | 優勝馬   | 性齡 | 馬主                     | 馬主                     | 時間    |
| ------------------------------ | ------------------------------ | ------------------------------ | -------- | ---- | ------------------------ | ------------------------ | ------- |
| 第40回二月錦標                 | 第40回二月錦標                 | 第40回二月錦標                 | 清爽口味 | 雄5  | 坂井瑠星                 | 田中博康                 | JRA美浦 |
| 2月19日                        | 東京競馬場                     | 泥1600米                       | 清爽口味 | 雄5  | 高多芬                   | 高多芬                   | 1:35.6  |
| 第53回高松宮紀念               | 第53回高松宮紀念               | 第53回高松宮紀念               | 初勁     | 雄7  | 團野大成                 | 西村真幸                 | JRA栗東 |
| 3月26日                        | 中京競馬場                     | 草1200米                       | 初勁     | 雄7  | 安原浩司                 | 安原浩司                 | 1:11.5  |
| 第67回大阪盃                   | 第67回大阪盃                   | 第67回大阪盃                   | 金積驥   | 雄5  | 武豐                     | 藤岡健一                 | JRA栗東 |
| 4月2日                         | 阪神競馬場                     | 草2000米                       | 金積驥   | 雄5  | 前原敏行                 | 前原敏行                 | 1:57.4  |
| 第83回櫻花賞                   | 第83回櫻花賞                   | 第83回櫻花賞                   | 自由島   | 雌3  | 川田將雅                 | 中內田充正               | JRA栗東 |
| 4月9日                         | 阪神競馬場                     | 草1600米                       | 自由島   | 雌3  | Sunday Racing Co Ltd     | Sunday Racing Co Ltd     | 1:32.1  |
| 第83回皋月賞                   | 第83回皋月賞                   | 第83回皋月賞                   | 初日高升 | 雄3  | 横山武史                 | 手塚貴久                 | JRA美浦 |
| 4月16日                        | 中山競馬場                     | 草2000米                       | 初日高升 | 雄3  | Shadai Race Horse Co Ltd | Shadai Race Horse Co Ltd | 2:00.6  |
| 第167回春季天皇賞              | 第167回春季天皇賞              | 第167回春季天皇賞              | 駿天宮   | 雄4  | 李慕華                   | 杉山晴紀                 | JRA栗東 |
| 4月30日                        | 京都競馬場                     | 草3200米                       | 駿天宮   | 雄4  | 三木正浩                 | 三木正浩                 | 3:16.1  |
| 第28回NHK一哩賽                | 第28回NHK一哩賽                | 第28回NHK一哩賽                | 鑽彩     | 雄3  | 内田博幸                 | 田中剛                   | JRA美浦 |
| 5月7日                         | 東京競馬場                     | 草1600米                       | 鑽彩     | 雄3  | 青山洋一                 | 青山洋一                 | 1:33.8  |
| 第18回維多利亞一哩賽           | 第18回維多利亞一哩賽           | 第18回維多利亞一哩賽           | 前人足跡 | 雌5  | 戶崎圭太                 | 林徹                     | JRA美浦 |
| 5月14日                        | 東京競馬場                     | 草1600米                       | 前人足跡 | 雌5  | Sunday Racing Co Ltd     | Sunday Racing Co Ltd     | 1:32.2  |
| 第83回優駿牝馬（日本橡樹大賽） | 第83回優駿牝馬（日本橡樹大賽） | 第83回優駿牝馬（日本橡樹大賽） | 自由島   | 雌3  | 川田將雅                 | 中内田充正               | JRA栗東 |
| 5月22日                        | 東京競馬場                     | 草2400米                       | 自由島   | 雌3  | Sunday Racing Co Ltd     | Sunday Racing Co Ltd     | 2:23.1  |
| 第90回東京優駿（日本打吡）     | 第90回東京優駿（日本打吡）     | 第90回東京優駿（日本打吡）     | 鍵琴高奏 | 雄3  | 連達文                   | 堀宣行                   | JRA美浦 |
| 5月28日                        | 東京競馬場                     | 草2400米                       | 鍵琴高奏 | 雄3  | Carrot Farm Co Ltd       | Carrot Farm Co Ltd       | 2:25.2  |
| 第73回安田紀念                 | 第73回安田紀念                 | 第73回安田紀念                 | 前人足跡 | 雌5  | 戶崎圭太                 | 林徹                     | JRA美浦 |
| 6月4日                         | 東京競馬場                     | 草1600米                       | 前人足跡 | 雌5  | Sunday Racing Co Ltd     | Sunday Racing Co Ltd     | 1:31.4  |
| 第64回寶塚紀念                 | 第64回寶塚紀念                 | 第64回寶塚紀念                 | 春秋分   | 雄4  | 李慕華                   | 木村哲也                 | JRA美浦 |
| 6月25日                        | 阪神競馬場                     | 草2200米                       | 春秋分   | 雄4  | Silk Racing Co Ltd       | Silk Racing Co Ltd       | 2:11.2  |
| 第57回短途馬錦標               | 第57回短途馬錦標               | 第57回短途馬錦標               | 大海女神 | 雌4  | 川田將雅                 | 池江泰壽                 | JRA栗東 |
| 10月1日                        | 中山競馬場                     | 草1200米                       | 大海女神 | 雌4  | 金子真人控股             | 金子真人控股             | 1:08.0  |
| 第28回秋華賞                   | 第28回秋華賞                   | 第28回秋華賞                   | 自由島   | 雌3  | 川田將雅                 | 中内田充正               | JRA栗東 |
| 10月15日                       | 京都競馬場                     | 草2000米                       | 自由島   | 雌3  | Sunday Racing Co Ltd     | Sunday Racing Co Ltd     | 2:01.1  |
| 第84回菊花賞                   | 第84回菊花賞                   | 第84回菊花賞                   | 堅韌力   | 雄3  | 李慕華                   | 尾關知人                 | JRA美浦 |
| 10月22日                       | 京都競馬場                     | 草3000米                       | 堅韌力   | 雄3  | Carrot Farm Co Ltd       | Carrot Farm Co Ltd       | 3:03.1  |
| 第168回秋季天皇賞              | 第168回秋季天皇賞              | 第168回秋季天皇賞              | 春秋分   | 雄4  | 李慕華                   | 木村哲也                 | JRA美浦 |
| 10月29日                       | 東京競馬場                     | 草2000米                       | 春秋分   | 雄4  | Silk Racing Co Ltd       | Silk Racing Co Ltd       | 1:55.2  |
| 第48回女皇伊利沙伯二世盃       | 第48回女皇伊利沙伯二世盃       | 第48回女皇伊利沙伯二世盃       | 寬道路   | 雌3  | 李慕華                   | 宮田敬介                 | JRA美浦 |
| 11月12日                       | 京都競馬場                     | 草2200米                       | 寬道路   | 雌3  | Sunday Racing Co Ltd     | Sunday Racing Co Ltd     | 2:12.6  |
| 第40回一哩冠軍賽               | 第40回一哩冠軍賽               | 第40回一哩冠軍賽               | 匯兩川   | 雌4  | 藤岡康太                 | 高野友和                 | JRA栗東 |
| 11月19日                       | 京都競馬場                     | 草1600米                       | 匯兩川   | 雌4  | Carrot Farm Co Ltd       | Carrot Farm Co Ltd       | 1:32.5  |
| 第43回日本盃                   | 第43回日本盃                   | 第43回日本盃                   | 春秋分   | 雄4  | 李慕華                   | 木村哲也                 | JRA美浦 |
| 11月26日                       | 東京競馬場                     | 草2400米                       | 春秋分   | 雄4  | Silk Racing Co Ltd       | Silk Racing Co Ltd       | 2:21.8  |
| 第24回日本冠軍盃               | 第24回日本冠軍盃               | 第24回日本冠軍盃               | 清爽口味 | 雄5  | 坂井瑠星                 | 田中博康                 | JRA美浦 |
| 12月3日                        | 中京競馬場                     | 泥1800米                       | 清爽口味 | 雄5  | 高多芬                   | 高多芬                   | 1:50.6  |
| 第75回阪神兩歲牝馬錦標         | 第75回阪神兩歲牝馬錦標         | 第75回阪神兩歲牝馬錦標         | 百塔意城 | 雌2  | 北村宏司                 | 黑岩陽一                 | JRA美浦 |
| 12月10日                       | 阪神競馬場                     | 草1600米                       | 百塔意城 | 雌2  | Sunday Racing Co Ltd     | Sunday Racing Co Ltd     | 1:32.6  |
| 第75回朝日盃未來錦標           | 第75回朝日盃未來錦標           | 第75回朝日盃未來錦標           | 遠觀天象 | 雄2  | 川田將雅                 | 高野友和                 | JRA栗東 |
| 12月17日                       | 阪神競馬場                     | 草1600米                       | 遠觀天象 | 雄2  | Shadai Racing Co Ltd     | Shadai Racing Co Ltd     | 1:33.8  |
| 第68回有馬紀念                 | 第68回有馬紀念                 | 第68回有馬紀念                 | 勝局在望 | 雄4  | 武豐                     | 友道康夫                 | JRA栗東 |
| 12月24日                       | 中山競馬場                     | 草2500米                       | 勝局在望 | 雄4  | Kieffers Co Ltd          | Kieffers Co Ltd          | 2:30.9  |
| 第40回希望錦標                 | 第40回希望錦標                 | 第40回希望錦標                 | 蕾麗宮   | 雌2  | 李慕華                   | 木村哲也                 | JRA美浦 |
| 12月28日                       | 中山競馬場                     | 草2000米                       | 蕾麗宮   | 雌2  | Sunday Racing Co Ltd     | Sunday Racing Co Ltd     | 2:00.2  |

### 中央競馬・跳欄一級賽
| 賽事名             | 賽事名             | 賽事名             | 優勝馬   | 性齡 | 騎師                          | 練馬師                        | 所屬    |
| 月日               | 馬場               | 距離               | 優勝馬   | 性齡 | 馬主                          | 馬主                          | 時間    |
| ------------------ | ------------------ | ------------------ | -------- | ---- | ----------------------------- | ----------------------------- | ------- |
| 第25回中山跳欄大賽 | 第25回中山跳欄大賽 | 第25回中山跳欄大賽 | 巧奪芳心 | 雄6  | 黑岩悠                        | 牧田和彌                      | JRA栗東 |
| 4月15日            | 中山競馬場         | 障4250米           | 巧奪芳心 | 雄6  | 内田玄祥                      | 内田玄祥                      | 4:54.1  |
| 第146回中山大障礙  | 第146回中山大障礙  | 第146回中山大障礙  | 氣勢雄   | 雄5  | 石神深一                      | 青木孝文                      | JRA美浦 |
| 12月23日           | 中山競馬場         | 障4100米           | 氣勢雄   | 雄5  | Thoroughbred Club Ruffian Ltd | Thoroughbred Club Ruffian Ltd | 4:37.9  |

### 地方競馬・一級賽
| 賽事名                       | 賽事名                       | 賽事名                       | 優勝馬       | 性齡 | 騎師                         | 練馬師                       | 所屬       |
| 月日                         | 馬場                         | 距離                         | 優勝馬       | 性齡 | 馬主                         | 馬主                         | 時間       |
| ---------------------------- | ---------------------------- | ---------------------------- | ------------ | ---- | ---------------------------- | ---------------------------- | ---------- |
| 第72回川崎紀念               | 第72回川崎紀念               | 第72回川崎紀念               | 盈寶奇嶽     | 雄6  | 横山和生                     | 高木登                       | JRA美浦    |
| 2月1日                       | 川崎競馬場                   | 泥2100米                     | 盈寶奇嶽     | 雄6  | 了德寺健二控股               | 了德寺健二控股               | 2:16.0     |
| 第35回柏市紀念               | 第35回柏市紀念               | 第35回柏市紀念               | 名將飛燕     | 雄6  | 濱中俊                       | 岡田稻男                     | JRA栗東    |
| 5月4日                       | 船橋競馬場                   | 泥1600米                     | 名將飛燕     | 雄6  | 松本好雄                     | 松本好雄                     | 1:39.3     |
| 第46回帝王賞                 | 第46回帝王賞                 | 第46回帝王賞                 | 名將飛燕     | 雄6  | 濱中俊                       | 岡田稻男                     | JRA栗東    |
| 6月28日                      | 大井競馬場                   | 泥2000米                     | 名將飛燕     | 雄6  | 松本好雄                     | 松本好雄                     | 2:01.9     |
| 第25回日本泥地打吡           | 第25回日本泥地打吡           | 第25回日本泥地打吡           | Mick Fire    | 雄3  | 御神本訓史                   | 渡邊和雄                     | 南關東大井 |
| 7月12日                      | 大井競馬場                   | 泥2000米                     | Mick Fire    | 雄3  | 星加浩一                     | 星加浩一                     | 2:04.6     |
| 第36回一哩冠軍南部盃         | 第36回一哩冠軍南部盃         | 第36回一哩冠軍南部盃         | 清爽口味     | 雄5  | 坂井瑠星                     | 田中博康                     | JRA美浦    |
| 10月9日                      | 盛岡競馬場                   | 泥1800米                     | 清爽口味     | 雄5  | 高多芬                       | 高多芬                       | 1:33.8     |
| 第13回日本育馬場盃雌馬經典賽 | 第13回日本育馬場盃雌馬經典賽 | 第13回日本育馬場盃雌馬經典賽 | Icon Tailor  | 雌5  | 松山弘平                     | 河內洋                       | JRA栗東    |
| 11月3日                      | 大井競馬場                   | 泥1800米                     | Icon Tailor  | 雌5  | 中西浩一                     | 中西浩一                     | 1:52.9     |
| 第23回日本育馬場盃短途賽     | 第23回日本育馬場盃短途賽     | 第23回日本育馬場盃短途賽     | 點火神器     | 雄5  | 笹川翼                       | 新子雅司                     | 兵庫園田   |
| 11月3日                      | 大井競馬場                   | 泥1200米                     | 點火神器     | 雄5  | 野田善己                     | 野田善己                     | 1:12.0     |
| 第23回日本育馬場盃經典賽     | 第23回日本育馬場盃經典賽     | 第23回日本育馬場盃經典賽     | King's Sword | 雄4  | 莫雷拉                       | 寺島良                       | JRA栗東    |
| 11月3日                      | 大井競馬場                   | 泥2000米                     | King's Sword | 雄4  | Hidaka Breeders Union Co Ltd | Hidaka Breeders Union Co Ltd | 2:05.1     |
| 第74回全日本兩歲優駿         | 第74回全日本兩歲優駿         | 第74回全日本兩歲優駿         | 青春永駐     | 雄2  | 坂井瑠星                     | 矢作芳人                     | JRA栗東    |
| 12月13日                     | 川崎競馬場                   | 泥1600米                     | 青春永駐     | 雄2  | 藤田晉                       | 藤田晉                       | 1:43.5     |
| 第69回東京大賞典             | 第69回東京大賞典             | 第69回東京大賞典             | 盈寶奇嶽     | 雄6  | 川田將雅                     | 高木登                       | JRA美浦    |
| 12月29日                     | 大井競馬場                   | 泥2000米                     | 盈寶奇嶽     | 雄6  | 了德寺健二控股               | 了德寺健二控股               | 2:07.3     |

### 輓馬・一級賽
| 賽事名             | 賽事名             | 賽事名             | 優勝馬           | 性齢 | 騎手       | 調教師     | 所屬   |
| 月日               | 馬場               | 距離               | 優勝馬           | 性齢 | 馬主       | 馬主       | 時間   |
| ------------------ | ------------------ | ------------------ | ---------------- | ---- | ---------- | ---------- | ------ |
| 第45回帶廣紀念     | 第45回帶廣紀念     | 第45回帶廣紀念     | Aono Black       | 雄7  | 藤野俊一   | 金田勇     | 帶廣   |
| 1月2日             | 帶廣競馬場         | 輓200米            | Aono Black       | 雄7  | 青山修     | 青山修     | 2:01.7 |
| 第16回天馬賞       | 第16回天馬賞       | 第16回天馬賞       | Sakura Hime      | 雌9  | 渡来心路   | 今井茂雅   | 帶廣   |
| 1月3日             | 帯廣競馬場         | 輓200米            | Sakura Hime      | 雌9  | 城川悟子   | 城川悟子   | 1:20.7 |
| 第33回英雌盃       | 第33回英雌盃       | 第33回英雌盃       | Nakazenga Kita   | 雌9  | 藤本匠     | 松井浩文   | 帶廣   |
| 1月29日            | 帯廣競馬場         | 輓200米            | Nakazenga Kita   | 雌9  | 竹内宏人   | 竹内宏人   | 1:39.4 |
| 第54回Irene紀念    | 第54回Irene紀念    | 第54回Irene紀念    | Ashura Daima O   | 雄3  | 西謙一     | 松井浩文   | 帶廣   |
| 3月19日            | 帯廣競馬場         | 輓200米            | Ashura Daima O   | 雄3  | 秋田忍     | 秋田忍     | 2:10.7 |
| 第55回輓馬紀念     | 第55回輓馬紀念     | 第55回輓馬紀念     | Memuro Bob Sapp  | 雄7  | 阿部武臣   | 坂本東一   | 帶廣   |
| 3月20日            | 帶廣競馬場         | 輓200米            | Memuro Bob Sapp  | 雄7  | 竹澤一彦   | 竹澤一彦   | 3:34.4 |
| 第48回輓馬橡樹大賽 | 第48回輓馬橡樹大賽 | 第48回輓馬橡樹大賽 | Louise           | 雌3  | 鈴木惠介   | 槻館重人   | 帶廣   |
| 12月3日            | 帶廣競馬場         | 輓200米            | Louise           | 雌3  | 奧泉愛子   | 奧泉愛子   | 1:54.1 |
| 第52回輓馬打吡     | 第52回輓馬打吡     | 第52回輓馬打吡     | Takara King Time | 雄3  | 金田利貴   | 村上慎一   | 帶廣   |
| 12月29日           | 帶廣競馬場         | 輓200米            | Takara King Time | 雄3  | 下内美繪子 | 下内美繪子 | 1:41.7 |

### 海外勝利
| 賽事名                | 賽事名                | 賽事名                | 賽事名                | 優勝馬   | 性齡 | 騎師                     | 練馬師                   | 所屬    |
| 月日                  | 國家/地區             | 馬場                  | 距離                  | 優勝馬   | 性齡 | 馬主                     | 馬主                     | 時間    |
| --------------------- | --------------------- | --------------------- | --------------------- | -------- | ---- | ------------------------ | ------------------------ | ------- |
| 第4屆1351草地短途錦標 | 第4屆1351草地短途錦標 | 第4屆1351草地短途錦標 | 第4屆1351草地短途錦標 | 猛獅闊步 | 雄5  | 坂井瑠星                 | 矢作芳人                 | JRA栗東 |
| 2月25日               | 沙特阿拉伯            | 安都拉茲馬場          | 草1351米              | 猛獅闊步 | 雄5  | Hiroo Race Co Ltd        | Hiroo Race Co Ltd        | 1:17.49 |
| 第4屆紅海草地讓賽     | 第4屆紅海草地讓賽     | 第4屆紅海草地讓賽     | 第4屆紅海草地讓賽     | 銀音速   | 雄7  | 連達文                   | 池江泰壽                 | JRA栗東 |
| 2月25日               | 沙特阿拉伯            | 安都拉茲馬場          | 草3000米              | 銀音速   | 雄7  | Shadai Race Horse Co Ltd | Shadai Race Horse Co Ltd | 3:06.46 |
| 第4屆沙特盃           | 第4屆沙特盃           | 第4屆沙特盃           | 第4屆沙特盃           | 本初之海 | 雄6  | 吉田豐                   | 矢作芳人                 | JRA栗東 |
| 2月25日               | 沙特阿拉伯            | 安都拉茲馬場          | 泥1800米              | 本初之海 | 雄6  | Hiroo Race Co Ltd        | Hiroo Race Co Ltd        | 1:50.80 |
| 第23屆阿聯酋打吡      | 第23屆阿聯酋打吡      | 第23屆阿聯酋打吡      | 第23屆阿聯酋打吡      | 取勝秘技 | 雄3  | 李慕華                   | 音無秀孝                 | JRA栗東 |
| 3月25日               | 阿聯酋                | 美丹馬場              | 泥1900米              | 取勝秘技 | 雄3  | 淺沼廣幸                 | 淺沼廣幸                 | 1:55.81 |
| 第25屆杜拜司馬經典賽  | 第25屆杜拜司馬經典賽  | 第25屆杜拜司馬經典賽  | 第25屆杜拜司馬經典賽  | 春秋分   | 雄4  | 李慕華                   | 木村哲也                 | JRA美浦 |
| 3月26日               | 阿聯酋                | 美丹馬場              | 草2410米              | 春秋分   | 雄4  | Silk Racing Co Ltd       | Silk Racing Co Ltd       | 2:25.65 |
| 第27屆杜拜世界盃      | 第27屆杜拜世界盃      | 第27屆杜拜世界盃      | 第27屆杜拜世界盃      | 盈寶奇嶽 | 雄6  | 川田將雅                 | 高木登                   | JRA美浦 |
| 3月26日               | 阿聯酋                | 美丹馬場              | 草1800米              | 盈寶奇嶽 | 雄6  | 了德寺健二控股           | 了德寺健二控股           | 2:03.25 |
| 第6屆韓國短途錦標     | 第6屆韓國短途錦標     | 第6屆韓國短途錦標     | 第6屆韓國短途錦標     | 燦然一新 | 雄4  | 川田將雅                 | 新谷功一                 | JRA栗東 |
| 9月10日               | 南韓                  | 首爾馬場              | 泥1200米              | 燦然一新 | 雄4  | 前田幸治                 | 前田幸治                 | 1:10.0  |
| 第6屆韓國盃           | 第6屆韓國盃           | 第6屆韓國盃           | 第6屆韓國盃           | 冠威     | 雄4  | 川田將雅                 | 新谷功一                 | JRA栗東 |
| 9月10日               | 南韓                  | 首爾馬場              | 泥1800米              | 冠威     | 雄4  | 吉田照哉                 | 吉田照哉                 | 1:51.5  |
| 第5屆金鷹錦標         | 第5屆金鷹錦標         | 第5屆金鷹錦標         | 第5屆金鷹錦標         | 大宴重酬 | 雄3  | 柏爾                     | 吉村圭司                 | JRA栗東 |
| 11月4日               | 澳洲                  | 玫瑰崗                | 草1500米              | 大宴重酬 | 雄3  | 岡浩二                   | 岡浩二                   | 1:29.26 |

### 騎師邀請賽
| 賽事名                     | 賽事名                     | 冠軍      | 所屬    |
| 月日                       | 馬場                       | 冠軍      | 所屬    |
| -------------------------- | -------------------------- | --------- | ------- |
| 第37回全日本新人王爭霸戰   | 第37回全日本新人王爭霸戰   | 角田大河  | JRA栗東 |
| 1月25日                    | 高知競馬場                 | 角田大河  | JRA栗東 |
| 第20回佐佐木竹見盃         | 第20回佐佐木竹見盃         | 宮川實    | 高知    |
| 1月31日                    | 川崎競馬場                 | 宮川實    | 高知    |
| 回歸騎師盃                 | 回歸騎師盃                 | 服部茂史  | 門別    |
| 6月18日                    | 佐賀競馬場                 | 服部茂史  | 門別    |
| 2023地方競馬騎師冠軍賽     | 2023地方競馬騎師冠軍賽     | 宮川實    | 高知    |
| 7月6日                     | 園田競馬場                 | 宮川實    | 高知    |
| 2023世界星級騎師大賽       | 2023世界星級騎師大賽       | 岩田望來  | JRA栗東 |
| 8月26及27日                | 札幌競馬場                 | 岩田望來  | JRA栗東 |
| 2023世界星級騎師大賽隊伍賽 | 2023世界星級騎師大賽隊伍賽 | JRA選拔隊 | JRA     |
| 8月26及27日                | 札幌競馬場                 | JRA選拔隊 | JRA     |
| 第30回黃金騎師盃           | 第30回黃金騎師盃           | 武豐      | JRA栗東 |
| 9月14日                    | 園田競馬場                 | 武豐      | JRA栗東 |
| 2023見習騎師系列賽         | 2023見習騎師系列賽         | 横山琉人  | JRA美浦 |
| 全年舉行                   |                            | 横山琉人  | JRA美浦 |

## 馬匹獎項

### JRA賞
- 馬王：春秋分（雄4、美浦・木村哲也馬房）
- 最佳2歲雄馬：遠觀天象（雄2、栗東・高野友和馬房）
- 最佳2歲雌馬：百塔意城（雌2、栗東・黑岩陽一馬房）
- 最佳3歲雄馬：鍵琴高奏（雄3、美浦・堀宣行馬房）
- 最佳3歲雌馬：自由島（雌3、栗東・中內田充正馬房）
- 最佳4歲及以上雄馬：春秋分（雄4、美浦・木村哲也馬房）
- 最佳4歲及以上雌馬：前人足跡（雌5、美浦・林徹馬房）
- 最佳一哩馬：前人足跡（雌5、美浦・林徹馬房）
- 最佳短途馬：大海女神（雌4、栗東・池江泰壽馬房）
- 最佳泥地馬：清爽口味（雄5、美浦・田中博康馬房）
- 最佳跳欄馬：氣勢雄（雄5、美浦・青木孝文馬房）
- 特別賞：盈寶奇嶽（雄6、美浦・高木登馬房）

### NAR大獎
- 馬王：點火神器（雄5、園田・新子雅司馬房）
- 最佳2歲雄馬：Saint Honore（雄2、門別・田中淳司馬房）
- 最佳2歲雌馬：Mozu Migikataagari（雌2、門別・米川昇馬房）
- 最佳3歲雄馬：Mick Fire（雄3、大井・渡邊和雄）
- 最佳3歲雌馬：Made It Mum（雌3、船橋・石井勝男）
- 最佳4歲及以上雄馬：點火神器（雄5、園田・新子雅司馬房）
- 最佳4歲及以上雌馬：Speedy Kick（雌4、浦和・藤原智行馬房）
- 最佳短途馬：點火神器（雄5、園田・新子雅司馬房）
- 最佳草地馬：從缺
- 最佳輓馬：Memuro Bob Sapp（帶廣、雄7・坂本東一馬房）
- 泥地分級賽特別賞：清爽口味（雄5、美浦・田中博康馬房）
- 特別表彰：Mandarin Hero（雄3、大井・藤田輝信）

## 人物獎項

### JRA賞
- 冠軍練馬師：杉山晴紀（栗東、56勝）
- 最高勝率練馬師：木村哲也（美浦、20.9%）
- 最高獎金練馬師：矢作芳人（栗東、27億3276萬8100日圓獎金）
- 優秀技術練馬師：木村哲也（美浦）
- 冠軍騎師：李慕華（栗東・自由身、165勝）
- 關東冠軍騎師：橫山武史（美浦・鈴木伸尋馬房、126勝）
- 關西冠軍騎師：李慕華（栗東・自由身、165勝）
- 最高勝率騎師：川田將雅（栗東・自由身、30.5%勝率）
- 最高獎金騎師：李慕華（栗東・自由身）
- 騎師大賞：從缺
- 最有價值騎師：松山弘平（栗東・自由身、47點數）
- 冠軍跳欄賽騎師：石神深一（美浦・自由身、14勝）
- 冠軍新人騎師：田口貫太（栗東・大橋勇樹馬房、35勝）

### NAR大獎
- 冠軍練馬師：田中守（高知、204勝）
- 最高獎金練馬師：小久保智（浦和、6億6283萬日圓獎金）
- 最高勝率練馬師：柏原誠路（園田、31.4%勝率）
- 殊勳練馬師獎：從缺
- 冠軍騎師：吉村智洋（園田・飯田良弘馬房、334勝）
- 最高獎金騎師：笹川翼（大井・米田英世馬房、12億5327萬7000日圓獎金）
- 最高勝率騎師：赤岡修次（高知・田中守馬房、38.4%勝率）
- 優秀新人騎師：山田義貴（佐賀・山下貴之馬房）
- 優秀女性騎師：今井千尋（帶廣・今井茂雅馬房）
- 最佳運動精神獎：渡邊龍也（笠松・笹野博司馬房）
- 殊勳騎師獎：從缺
- 特別賞：野口孝（浦和）、吉村智洋（園田・飯田良弘馬房）、丸野勝虎（名古屋・倉地學馬房）、的場文男（大井・自由身）、石川喬司（泥地分級賽評級委員會前委員、NAR大獎評定委員會前委員）、Team Mandarin Hero（馬主：新井浩明、練馬師：藤田輝信（大井）、騎師：木村和士（加拿大）、馬伕：堀田優志）

## 頭馬達成記錄

### 騎師
首勝
- 小野木隆幸（帶廣、1月7日）
- 田口貫太（笠松、3月8日）※僅計算地方頭馬
- 小林勝太（中山、3月12日）
- 河原田菜菜（中京、3月19日）
- 田口貫太（阪神、3月26日）※僅計算中央頭馬
- 合林海斗（佐賀、4月1日）
- 加藤翔馬（金澤、4月2日）
- 佐藤翔馬（川崎、4月4日）※僅計算地方頭馬
- 小林美駒（川崎、4月4日）※僅計算地方頭馬
- 松本一心（笠松、4月5日）
- 小林美駒（福島、4月9日）※僅計算中央頭馬
- 大畑慧悟（名古屋、4月10日）
- 所螢（船橋、4月12日）
- 土田真翔（福島、4月16日）
- 佐佐木志音（水澤、4月18日）
- 山本屋太三（園田、4月18日）
- 阿岸潤一朗（門別、4月19日）
- 宮内勇樹（門別、4月20日）
- 阿部基嗣（高知、4月30日）
- 吉村智洋（福島、7月16日）※僅計算中央頭馬
- 木澤獎（浦和、7月20日）
- 金美琪（札幌、8月26日）
- 溫蘿（札幌、8月27日）
- 巴度（札幌、8月27日）
- 佐藤翔馬（中山、9月10日）※僅計算中央頭馬
- 莫萊斯（阪神、12月10日）
- 野畑凌（中山、12月16日）※僅計算中央頭馬
- 水沼元輝（中山、12月17日）※僅計算跳欄賽頭馬

100勝
- 細川智史（名古屋、1月3日）
- 龜田温心（小倉、1月22日）
- 高野誠毅（高知、3月21日）
- 浅野皓大（名古屋、4月19日）
- 山田義貴（佐賀、5月6日）
- 池谷匠翔（川崎、6月14日）
- 古岡勇樹（川崎、6月15日）
- 加茂飛翔（佐賀、7月8日）
- 野畑凌（大井、7月10日）※僅計算地方頭馬
- 岡遼太郎（高知、7月29日）
- 深澤杏花（笠松、8月18日）
- 兼子千央（金澤、10月10日）
- 新原周馬（川崎、10月12日）
- 今井千尋（帶廣、11月6日）
- 井上瑛太（高知、12月31日）

200勝
- 山口達弥（船橋、2月9日）
- 五十嵐雄祐（東京、6月3日）
- 木幡巧也（東京、6月24日）
- 團野大成（新潟、7月29日）
- 塚本征吾（名古屋、8月9日）
- 安藤洋一（大井、10月29日）
- 金山昇馬（佐賀、11月11日）

300勝
- 柴田勇真（金澤、3月12日）
- 國分恭介（京都、5月6日）
- 小林凌（盛岡、5月15日）
- 松木大地（園田、7月6日）
- 小野楓馬（門別、7月26日）
- 增田充宏（川崎、7月29日）
- 出水拓人（佐賀、8月13日）
- 西村淳也（中山、10月1日）
- 高橋哲也（浦和、10月20日）
- 塚本雄大（高知、11月12日）
- 山本咲希到（園田、12月14日）

400勝
- 酒井學（阪神、2月18日）
- 松戶政也（金澤、4月9日）
- 藤本現暉（大井、6月6日）
- 鮫島克駿（函館、6月17日）
- 山崎雅由（高知、8月19日）
- 岡村健司（浦和、9月22日）
- 澤田龍哉（船橋、9月28日）
- 岩田望來（京都、10月22日）
- 飛田愛斗（佐賀、11月12日）
- 坂井瑠星（阪神、12月23日）

500勝
- 松本剛志（笠松、1月27日）
- 木之前葵（笠松、2月21日）
- 友森翔太郎（名古屋、7月13日）
- 松田大作（札幌、7月29日）
- 横山武史（札幌、7月29日）
- 鄉間勇太（高知、8月13日）
- 田野豐三（園田、8月18日）
- 丸山真一（名古屋、9月25日）
- 大原浩司（笠松、12月29日）
- 鈴木祐（水澤、12月30日）

600勝
- 村上弘樹（名古屋、2月17日）
- 達城龍次（大井、3月7日）
- 秋元耕成（浦和、4月25日）
- 津村明秀（東京、5月6日）
- 川島拓（佐賀、6月24日）
- 柴山雄一（函館、7月2日）
- 小松丈二（佐賀、9月3日）
- 菅原辰德（盛岡、10月9日）
- 落合玄太（門別、11月2日）
- 鴨宮祥行（園田、11月14日）

700勝
- 加藤聰一（名古屋、5月5日）
- 中島龍也（金沢、6月6日）
- 笹田知宏（園田、6月22日）
- 張田昂（川崎、7月28日）
- 渡邊龍也（名古屋、8月24日）
- 木村曉（盛岡、11月13日）
- 岡村卓彌（高知、12月28日）

800勝
- 阿部龍（門別、7月18日）

900勝
- 廣瀨航（園田、9月21日）

1000勝
- 西村榮喜（船橋、1月20日）
- 石川慎将（佐賀、2月4日）
- 坂口裕一（水澤、3月20日）
- 菊池一樹（帶廣、4月30日）
- 三浦皇成（東京、6月24日）
- 長澤幸太（帶廣、7月8日）
- 堀場裕充（金澤、8月6日）
- 馬淵繁治（笠松、10月13日）
- 藤岡佑介（JRA阪神、12月3日）
- 上田將司（高知、12月10日）
- 石川倭（佐賀、12月17日）

1100勝
- 田邊裕信（中山、1月9日）
- 本田正重（浦和、4月27日）
- 岩橋勇二（門別、9月28日）
- 松山弘平（東京、10月14日）

1200勝
- 本橋孝太（大井、10月30日）
- 藤原幹生（笠松、11月23日）

1300勝
- 和田讓治（川崎、1月6日）
- 町田直希（川崎、6月14日）
- 青柳正義（金澤、11月20日）
- 吉田豐（中山、12月23日）
- 吉田晃浩（金澤、12月25日）

1400勝
- 平瀨城久（笠松、2月24日）
- 戶崎圭太（新潟、8月12日）

1500勝
- 今井貴大（笠松、5月24日）
- 藤田弘治（金澤、10月24日）

1600勝
- 桑村真明（門別、9月13日）

1700勝
- 李慕華（東京、6月17日）
- 倉富隆一郎（佐賀、7月2日）

1800勝
- 大山真吾（園田、3月31日）
- 米倉知（金澤、5月9日）
- 山崎誠士（川崎、6月12日）
- 笹川翼（大井、10月31日）
- 高松亮（水澤、12月11日）

1900勝
- 川田將雅（中京、7月1日）

2000勝
- 阿部武臣（帶廣、7月9日）

2100勝
- 倉兼育康（高知、4月29日）

2200勝
- 大畑雅章（名古屋、3月17日）
- 宮川實（園田、7月6日）
- 服部茂史（門別、10月12日）

2400勝
- 矢野貴之（船橋、7月24日）

2700勝
- 御神本訓史（浦和、8月10日）
- 今野忠成（大井、10月30日）

2800勝
- 吉原寛人（高知、3月19日）

3100勝
- 丸野勝虎（笠松、12月7日）

3300勝
- 吉村智洋（園田、12月19日）

3600勝
- 内田利雄（浦和、7月20日）
- 下原理（園田、12月21日）

3700勝
- 向山牧（笠松、3月22日）

4000勝
- 村上忍（水澤、12月26日）

4100勝
- 森泰斗（船橋、10月27日）

4400勝
- 武豐（JRA小倉、2月4日）
- 赤岡修次（高知、5月28日）

4700勝
- 田中學（園田、7月26日）

4900勝
- 岡部誠（笠松、12月8日）

7400勝
- 的場文男（大井、3月8日）

### 練馬師
首勝
- 入口由美子（浦和、1月10日）
- 西川敏弘（高知、1月10日）
- 戶部尚實（名古屋、1月31日）
- 上原佑紀（中山、3月18日）
- 西園翔太（中京、3月25日）
- 小栗實（阪神、3月26日）
- 緒方努（福島、4月9日）
- 岩崎真樹（船橋、4月14日）
- 五十嵐冬樹（門別、4月20日）
- 松田道明（帶廣、5月8日）
- 高橋宏征（川崎、7月3日）
- 左海誠二（船橋、7月21日）
- 酒井忍（川崎、8月25日）
- 吉見真幸（園田、9月6日）
- 寺地誠一（園田、11月16日）

100勝
- 上村洋行（阪神、3月26日）
- 宇都英樹（名古屋、4月11日）
- 高橋康之（新潟、5月6日）
- 林幻（浦和、5月29日）
- 林徹（東京、6月4日）
- 櫻井拓章（門別、6月8日）
- 松永康利（東京、6月24日）
- 吉岡辰彌（阪神、12月24日）

200勝
- 杉山晴紀（中京、1月21日）
- 竹下太（名古屋、2月3日）
- 齊藤崇史（京都、4月29日）
- 川添明弘（金澤、5月9日）
- 工藤伸輔（浦和、6月30日）
- 中西達也（高知、7月1日）
- 武井亮（阪神、9月10日）
- 根本康光（中山、9月18日）
- 高橋亮（新潟、10月15日）
- 山口龍一（門別、11月8日）
- 榎屋充（笠松、11月10日）
- 金成貴史（東京、11月11日）
- 寺島良（京都、11月25日）

300勝
- 佐藤裕太（船橋、2月9日）
- 荒川義之（JRA中京、3月19日）
- 栗本陽一（笠松、3月22日）
- 大橋勇樹（阪神、3月26日）
- 福永敏（大井、3月27日）
- 玉垣光章（園田、5月5日）
- 川島洋人（門別、5月24日）
- 山崎裕也（川崎、7月5日）
- 菊川正達（JRA札幌、8月27日）
- 山下貴之（盛岡、9月26日）
- 山田信大（船橋、9月29日）
- 小澤宏次（浦和、10月20日）
- 山本學（船橋、11月29日）
- 伊藤滋規（船橋、12月17日）
- 庄野靖志（阪神、12月28日）

400勝
- 鹿戶雄一（中山、2月25日）
- 鈴木伸尋（東京、4月29日）
- 安田武廣（門別、5月11日）
- 後藤佑耶（笠松、10月10日）
- 林隆之（川崎、11月6日）
- 鈴木義久（川崎、11月8日）
- 清水久詞（京都、11月26日）

500勝
- 須貝尚介（阪神、4月2日）
- 月岡健二（大井、8月4日）
- 安部幸夫（名古屋、8月10日）
- 森下淳平（大井、8月15日）
- 井樋一也（金澤、8月27日）
- 戶田博文（東京、10月9日）

600勝
- 岡田一男（浦和、3月23日）
- 内野健二（浦和、5月30日）
- 田村康仁（JRA東京、6月25日）
- 小野望（門別、6月28日）
- 中川龍馬（佐賀、12月4日）
- 工藤真司（高知、12月9日）
- 迫田清美（名古屋、12月13日）
- 胡本友晴（高知、12月31日）

700勝
- 藤田輝信（大井、4月21日）
- 加藤和義（金沢、6月4日）
- 米川昇（門別、8月22日）
- 友道康夫（東京、11月18日）

800勝
- 中野博（佐賀、1月22日）
- 荒山勝德（大井、2月20日）
- 田口輝彥（笠松、2月22日）
- 阪本一榮（大井、2月23日）
- 三小田幸人（佐賀、3月5日）
- 矢作芳人（中京、3月12日）
- 中川雅之（金澤、3月14日）
- 松本隆宏（門別、9月26日）
- 加藤和宏（金澤、11月20日）
- 川島正一（船橋、11月28日）
- 森秀行（阪神、12月24日）

900勝
- 栗田裕光（大井、1月24日）
- 後藤正義（笠松、1月25日）
- 佐佐木仁（川崎、6月16日）
- 林正人（船橋、6月20日）

1000勝
- 新子雅司（姫路、1月27日）
- 小北榮一（帶廣、2月19日）
- 佐藤雅彥（水澤、4月11日）
- 森澤友貴（園田、5月4日）
- 三野宮通（盛岡、5月15日）
- 新田守（盛岡、7月9日）
- 板垣吉則（盛岡、7月24日）
- 新井清重（船橋、9月25日）
- 森山英雄（笠松、12月8日）

1100勝
- 今津博之（名古屋、5月5日）
- 大島静夫（佐賀、7月8日）

1200勝
- 高月賢一（浦和、4月28日）
- 加藤幸保（笠松、5月12日）
- 手島勝利（佐賀、6月19日）
- 古賀光範（佐賀、10月7日）
- 原口次夫（名古屋、11月15日）

1300勝
- 今津勝之（笠松、2月21日）
- 笹野博司（笠松、10月26日）

1500勝
- 村上慎一（帶廣、2月27日）
- 村上昌幸（水澤、3月19日）
- 槻館重人（帶廣、9月24日）
- 柴田高志（笠松、12月7日）
- 岩本利春（帶廣、12月18日）

1600勝
- 田中讓二（高知、5月28日）
- 東真市（佐賀、8月13日）
- 竹下直人（名古屋、12月20日）

1700勝
- 角川秀樹（門別、6月1日）
- 田中淳司（門別、9月12日）

1800勝
- 瀨戶口悟（名古屋、3月3日）
- 小久保智（大井、4月20日）

2000勝
- 川西毅（名古屋、6月30日）
- 佐藤茂（金澤、12月19日）

2100勝
- 九日俊光（佐賀、1月23日）
- 伊藤強一（笠松、2月6日）

2300勝
- 真島元德（佐賀、2月25日）
- 錦見勇夫（名古屋、6月13日）

2400勝
- 別府真司（高知、12月16日）

2600勝
- 藤崎一男（名古屋、10月5日）

2700勝
- 金田一昌（金澤、4月4日）

4100勝
- 角田輝也（名古屋、11月28日）

## 死亡

### 馬匹
- 1月7日 - 藤田小姐
- 1月11日 - 愛麗航程
- 1月18日 - Eishin Guymon
- 1月31日 - 大成遠見
- 2月12日 - 大賞識
- 2月13日 - 萬籟爭鳴
- 2月18日 - 勝利獎券
- 2月25日 - 夢飛翔
- 3月1日 - Dream Signal
- 3月3日 - Orion the Thanks
- 3月7日 - Bella Rheia
- 3月9日 - 真心呼喚
- 3月17日 - 禮貌周到
- 3月20日 - Kei Woman
- 4月10日 - 情人節
- 4月25日 - Daitaku Bertram
- 5月14日 - 快得勝
- 5月23日 - 靈駒
- 5月25日 - 醒目貓
- 5月27日 - Makoto Raiden
- 5月28日 - Skilfing、喜樂邦
- 5月30日 - 優秀素質
- 6月5日 - Win Glanz
- 6月9日 - Danon Go Go
- 7月3日 - 王心浩瀚
- 7月18日 - Cosmo Phantom
- 7月23日 - Mainer Scherti
- 7月24日 - 天行赤駿
- 8月8日 - 一勝再勝
- 8月27日 - Chakra
- 8月28日 - 合力贏
- 9月2日 - Cardinal
- 9月7日 - Canyon Roman
- 9月11日 - 川上公主
- 9月21日 - 痛快駒
- 9月27日 - 新光風
- 10月3日 - 疾風之夢
- 10月20日 - Hokkai Rousseau
- 11月15日 - Hikaru Ayanohime
- 11月21日 - 星運時機
- 11月28日 - Admire Jupiter
- 12月8日 - 大隅草駒
- 12月10日 - Brian's Roman
- 12月30日 - Sakura Eiko O

### 人物
- 1月2日 - 原三男（練馬師）
- 1月17日 - 高橋照夫（冠名為「トーホウ」的馬主）
- 1月19日 - 目黑考二（作家、本之雜誌社創辦人、《週刊Gallop》專欄「馬券之真實」作者）
- 1月21日 - 大久保正陽（前騎師、前練馬師、練馬師大久保龍志之父）
- 6月28日 - 長池辰三（前騎師）
- 7月9日 - 石川喬司（作家、競馬評論家）
- 7月10日 - 奥平真治（前練馬師）
- 7月28日 - 服部利之（前練馬師）
- 7月31日 - 田中準市（馬主、神奈川縣馬主協會主席）
- 8月20日 - 左海誠二（前騎師、練馬師）
- 8月25日 - 村上昌幸（練馬師）
- 9月2日 - 山越光（前騎師、練馬師）
- 9月4日 - 文力威（騎師）
- 9月26日 - 吉岡實（冠名為「ミノル」之馬主）
- 11月23日 - 岩本允（馬主、札幌馬主協會前會長、北海道議會前議長岩本剛人之父）
- 12月8日 - 西村憲人（馬主）